# Tim Cuddihy
Timothy ("Tim") John Cuddihy (Toowoomba, 21 mei 1987) is een Australisch boogschutter.  
Cuddihy werd wereldkampioen bij de junioren in 2004. In datzelfde jaar kwam hij voor zijn land uit bij de Olympische Spelen in Athene. In de kwartfinale versloeg hij de Koreaan Park Kyung-Mo met een punt. Tegen de Japanner Hiroshi Yamamoto speelde hij gelijkspel in de halve finale, maar werd uitgeschakeld in de tiebreak. Door de Brit Larry Godfrey te verslaan, won hij de bronzen medaille.
Met teamgenoten Simon Fairweather en David Barnes behaalde Cuddihy goud op de Grand Prix in Turkije en Duitsland in 2004. Door het Australian Institute of Sport werd hij in dat jaar uitgeroepen tot Athlete of the Year. Hij wist zich niet te kwalificeren voor de Spelen in Peking (2008).